# Victoria Losada
María Victoria Losada Gómez (Terrassa, 5 maart 1991) - alias Vicky Losada - is een Spaans voetbalster die bij voorkeur op het middenveld speelt. Ze speelt sinds 2016 voor FC Barcelona Femení. Losada debuteerde in 2010 in het Spaans vrouwenelftal.

## Clubcarrière
Losada speelde in de jeugdelftallen van CD Can Parellada, CE Sabadell en FC Barcelona. In 2006 maakte ze haar profdebuut bij Barça. In het seizoen 2007-2008 speelde Losada een jaar op huurbasis bij RCD Espanyol. Na haar terugkeer bij FC Barcelona won ze tweemaal de Copa de la Reina (2011, 2013) en de twee landstitels (2012, 2013). In 2014 vertrok Losada naar Western New York Flash. Na het Amerikaanse voetbalseizoen keerde ze terug bij FC Barcelona. In maart 2015 ging Losada bij Arsenal LFC spelen. Ze keerde in november 2016 terug bij FC Barcelona.

## Interlandcarrière
Losada debuteerde in 2010 in het Spaans nationaal elftal. Ze behoorde tot de selectie voor het EK 2013. In 2015 behoorde ze tot de Spaanse selectie voor het WK in Canada. Losada startte in alle drie de wedstrijden van Spanje in de basis en ze maakte tegen Costa Rica het eerste doelpunt ooit voor Spanje op een WK. In 2017 won Losada met Spanje de Algarve Cup. In 2017 speelde ze op het Europees kampioenschap in Nederland. Op dit toernooi bereikte Losada met Spanje de kwartfinales. Ze scoorde in de groepswedstrijd tegen Portugal.

## Onderscheidingen
Losada werd in 2016 uitgeroepen tot beste Catalaanse voetbalster tijdens het vijfde Gala de les Estrelles.
1: Gallardo ·
2: Jiménez ·
3: Ouahabi ·
4: Paredes ·
5: Andrés ·
6: Losada ·
7: Corredera ·
8: Torrejón ·
9: Caldentey ·
10: Hermoso ·
11: Putellas · 12: Guijarro · 13: Paños · 14: Torrecilla · 15: Meseguer · 16: León · 17: L. García · 18: Bonmatí · 19: Sampedro · 20: Pereira · 21: Falcón · 22: N. García · 23: Quiñones · Coach: Vilda